# 모모야마고료마에역
모모야마고료마에역(일본어: 桃山御陵前駅)은 일본 교토부 교토시 후시미구에 위치한 긴키 닛폰 철도 교토 선의 철도역이다. 역 번호는 B 08이며, 상대식 승강장 2면 2선의 구조를 갖춘 지상역이다.

## 타는 곳
| 1 | B 교토 선 | 하행 | 야마토사이다이지 · 나라 · 덴리 · 가시하라진구마에 방면 |
| 2 | B 교토 선 | 상행 | 단바바시 · 도지 · 교토 · 교토 국제회관 방면            |

## 이용 현황
- 2005년 11월 8일 : 15,407명
- 2008년 11월 18일 : 15,267명
- 2010년 11월 9일 : 15,216명
- 2012년 11월 13일 : 14,855명
- 2015년 11월 10일 : 14,997명

## 역 주변
- 후시미모모야마 릉
- 노기 신사
- 고코노미야 신사
- 교토 시 후시미 구청
- 후시미모모야마 성
- 교토 리빙 FM
- 게이한 전기 철도 본선 후시미모모야마 역 · 주쇼지마 역
- 서일본 여객철도 나라 선 모모야마역
- 국도 제24호선

## 인접 역
| 긴키 닛폰 철도 B 교토 선     | 긴키 닛폰 철도 B 교토 선 | 긴키 닛폰 철도 B 교토 선             |
| ---------------------------- | ------------------------ | ------------------------------------ |
| B07 긴테쓰탄바바시 교토 방면 | ■ 급행                   | 오쿠보 B12 야마토사이다이지 방면     |
| B07 긴테쓰탄바바시 교토 방면 | ■ 준급 · ■ 보통          | 무카이지마 B09 야마토사이다이지 방면 |